# Iglesia Presbiteriana de Colombia
La Iglesia Presbiteriana de Colombia (IPC) es una denominación protestante reformada, fundada en Colombia en 1856, de la obra misionera del Rev. Ramón Montsalvatge, enviado por la Sociedad Bíblica Americana y el Rev. Henry Barrington Pratt, enviado por la Iglesia Presbiteriana de los Estados Unidos de América.
La denominación es conocida por su activismo en defensa de los derechos humanos en Colombia, así como la participación en el proceso de pacificación nacional tras la disolución del brazo armado de las Fuerzas Armadas Revolucionarias de Colombia.
En 2013, el RevdA. Gloria Nohemy Ulloa Alvarado de IPC fue elegida presidenta del Consejo Mundial de Iglesias.

## Historia
En 1856, el reverendo Ramón Montsalvatge (enviado por la American Bible Society), llegó a Colombia. Posteriormente, el Rev. Henry Barrington Pratt (enviado por la Iglesia Presbiteriana de los Estados Unidos de América) también se instaló en el país. Ambos misioneros comenzaron a servir a los extranjeros presentes y originalmente los servicios se llevaban a cabo en inglés.
En 1859, los servicios comenzaron a celebrarse en español. Sin embargo, la denominación creció lentamente y enfrentó persecución religiosa. Fue solo en 1959 que IPCol adquirió completa autonomía de las denominaciones americanas.
En 1982, la denominación creó el Seminario Presbiteriano de la Gran Colombia para capacitar a sus pastores.
Y en 1993 IPCol sufrió una escisión. Algunos de los miembros se separaron y formaron la Iglesia Presbiteriana en Colombia (Sínodo Reformado).

## Doctrina
La denominación ordenación de mujeres como pastoras, ancianas y diaconisas.

## Relaciones Intereclesiales
La denominación es miembro del Consejo Mundial de Iglesias, Comunión Mundial de Iglesias Reformadas y Alianza de Iglesias Presbiterianas y Reformadas de América Latina (AIPRAL).